# Leandro Gioda
Leandro Andrés Gioda (Rosario, Provincia de Santa Fe, 1 de octubre de 1984) es un exfutbolista argentino que se desempeñaba como defensor. Su último equipo fue el Club Atlético Argentino (Marcos Juárez) de la Liga Bellvillense de Fútbol, donde se retiró de su carrera deportiva.

## Trayectoria

### Lanús e Independiente
Gioda empezó su carrera en 2003 en el Club Atlético Lanús, siendo un valuarte de las divisiones inferiores y transformándolo en realidad al llegar a la primera división, donde marcó 12 goles en 91 partidos y era una pieza fundamental de la formación titular. Recibió 2 rojas a lo largo de toda su carrera. Permaneció en el club hasta que, en el año 2006, fue transferido al Club Atlético Independiente quien desembolsó una cantidad de 3.000.000 de dólares por el 50% del pase para adquirir al jugador. En el "Rojo", disputó 75 partidos en los que marcó 3 goles, obteniendo buenos rendimientos.

### Xerez CD
El día 30 de julio de 2009 estuvo pasando reconocimiento médico para ser transferido al Xerez Club Deportivo de la Primera División de España. Disputó, a modo de prueba, un amistoso con el equipo ante el Arcos C.F. sin haber fichado aún. Finalmente, Gioda fue cedido al Xerez CD por una temporada con opción de compra.
El día 5 de agosto de 2009, el director general del Xerez CD, Antonio Fernández Monterrubio, anuncia que tiene firmado con Gioda un contrato de 5 años en caso de que el club azulino decidiese ejercer la opción de compra sobre el jugador. Ese mismo día, el argentino juega su primer partido como jugador oficial del Xerez. El partido se disputó Puerto Real frente al Puerto Real CF y acabó con triunfo de los jerezanos por 0-1. 
Durante la temporada 2009-10, Gioda jugó 29 partidos y marcó 2 goles, consolidándose como una pieza importante del Xerez. Sin embargo, el equipo descendió a Segunda.

### Quilmes y vuelta al Xerez
En verano de 2010, el jugador argentino fichó por el Club Atlético Quilmes, en calidad de cedido por el Independiente, dueño de su pase. 
En enero de 2011 se anuncia que vuelve a ser cedido nuevamente al Xerez, hasta final de la temporada 2010-11 . El jugador argentino declaró estar muy a gusto en el club y en la ciudad, lo que le había convencido para volver. Durante la segunda vuelta fue un titular habitual y marcó 2 goles, pero el equipo azulino no pudo entrar en el play-off de ascenso.

### Douglas Haig
Para la temporada 2011-12, Gioda regresó a Independiente. Sin lugar en el club, queda con el pase en su poder.
El 6 de agosto de 2012, después de pasar una exhaustiva revisión médica en la Ciudad de Rosario por las roturas ligamentarias que sufrió en ambas rodillas, Gioda se transformó en el decimotercer refuerzo del Club Atlético Douglas Haig para afrontar el Campeonato de Primera B Nacional 2012-13. Durante la temporada disputó 38 partidos de 39 disputados (contabilizando el de la Copa Argentina) faltando solo por suspensión. Marcó 8 goles y fue un pilar fundamental de la defensa, ganándose el cariño de la gente y la cinta de capitán lo que lo llevó a renovar para la próxima temporada.
En el Campeonato 2013-14 disputó 41 partidos y convirtió 1 gol, mientras que durante el Torneo de Transición 2014 disputó 20 partidos y marcó 2 tantos. En el Campeonato de Primera B Nacional 2015 disputó 41 partidos y marcó 4 goles. 
El 25 de mayo de 2016 sufrió una fractura en el maléolo y peróneo del tobillo izquierdo en la victoria por Copa Argentina frente a Tigre que lo mantuvo fuera de las canchas por mucho tiempo. Finalizó su contrato con Douglas Haig a mediados de 2017 luego de que su equipo descendiera al Torneo Federal A.

### Nueva Chicago
En septiembre de 2017 firma contrato con el Club Atlético Nueva Chicago de la Primera B Nacional, segunda división del fútbol argentino.

### Argentino de Marcos Juárez
En febrero de 2019 firmó contrato con el Club Atlético Argentino (Marcos Juárez) para disputar la temporada 2019 de la Liga Bellvillense de Fútbol. Fue en dicho Club donde se retiró de su carrera deportiva. 

## Clubes
Actualizado al 4 de febrero de 2018.
| Club                                    | País      | Año             | PJ  | Goles |
| --------------------------------------- | --------- | --------------- | --- | ----- |
| Lanús                                   | Argentina | 2003 - 2006     | 91  | 12    |
| Independiente                           | Argentina | 2006 - 2009     | 77  | 3     |
| Xerez C. D.                             | España    | 2009 - 2010     | 31  | 2     |
| Quilmes                                 | Argentina | 2010            | 9   | 0     |
| Xerez C. D.                             | España    | 2011            | 20  | 1     |
| Douglas Haig                            | Argentina | 2012 - 2017     | 148 | 16    |
| Nueva Chicago                           | Argentina | 2017 - 2019     | 3   | 0     |
| Club Atlético Argentino (Marcos Juárez) | Argentina | 2019 - Presente | 199 | 199   |